# زیگفرید هلد
زیگفرید هلد (به آلمانی: Siegfried Held) بازیکن فوتبال و مهاجم اهل آلمان است که از سال ۱۹۶۶ میلادی عضو تیم ملی فوتبال آلمان بوده‌است. وی در ۴۱ بازی ملی حضور داشته است و آخرین بازی ملی خود را در سال ۱۹۷۳ میلادی انجام داد. زیگفرید هلد در بازی‌های ملی‌اش ۵ گل به ثمر رساند.